# Famílias Frente a Frente
Famílias Frente a Frente foi um talent show de culinária brasileiro exibido pelo SBT e disponibilizado também pelo serviço de streaming Amazon Prime Video. Foi a versão brasileira do formato original australiano Family Food Fight. O programa foi apresentado por Tiago Abravanel e foi o quinto programa de culinária a ser exibido pela emissora e o segundo a envolver famílias.
A temporada estreou em 10 de outubro de 2019, na Amazon, e dia 11 de outubro de 2019, no SBT, onde foi exibido nas sextas-feiras ás 23h15, substituindo a sessão de filmes Tela de Sucessos, que retornou no dia 27 de dezembro com o fim do reality.

## Formato
A nova atração consiste em um desafio entre seis famílias apaixonadas pelo universo culinário, que disputarão o prêmio de 100 mil reais, além do título de “Família Gastronômica Número 1 do Brasil”. Para atingir essa conquista, quatro integrantes de cada grupo familiar terão que dar o seu melhor na hora de preparar os quitutes, que serão avaliados por um time de três jurados, sendo um técnico, um especializado em comida amadora/caseira e outro confeiteiro.
Os famosos também participarão da disputa, mas como convidados. No quadro Quem Vem Para o Jantar?, eles selecionarão os pratos de uma família que mais lhe chamou atenção ou uma lembrança, trazendo a receita como desafio para os competidores em cada episódio.
O programa é a versão brasileira do australiano Family Food Fight, onde é sucesso em seu país de origem e, diferente desta versão, onde as famílias conflitam entre si, a brasileira promete uma divertida e emocionante disputa entre famílias, onde só o amor importa.

## Apresentadores
- Tiago Abravanel

## Jurados
- Carmen Virgínia
- Gilda Bley
- Alê Costa

## Participação Especial
Como convidados no quadro Quem Vem Para o Jantar?
- Ronnie Von
- Eliana
- Celso Portiolli
- Naiara Azevedo
- Palmirinha Onofre
- Ratinho

## Participantes
| Família                                    | Integrantes                                 | Localização     | Informações                          |
| ------------------------------------------ | ------------------------------------------- | --------------- | ------------------------------------ |
| Tobias                                     | - Marco Antônio - Ana Lúcia - Odair - Jimmy | Nova Iguaçu     | Vencedores em 20 de dezembro de 2019 |
| Esaka                                      | - Cecília - Carolina - Marie - Elio         | Mogi das Cruzes | 2.º lugar em 20 de dezembro de 2019  |
| Silva                                      | - Gabriela - Rosania - Nilza - Ariane       | Batatais        | Eliminados em 13 de dezembro de 2019 |
| Zular                                      | - Stela - Marie - Natália - Ady             | São Paulo       | Eliminados em 6 de dezembro de 2019  |
| Morkazel                                   | - Isabella - Fernanda - Lilian - Larissa    | Campinas        | Eliminados em 22 de novembro de 2019 |
| Silva (Retornou em 29 de novembro de 2019) | - Gabriela - Rosania - Nilza - Ariane       | Batatais        | Eliminados em 15 de novembro de 2019 |
| Ferreira                                   | - Júlio César - Luciana - Bárbara - Geovane | Goiânia         | Eliminados em 1 de novembro de 2019  |

Legenda
     – Vencedores
     – 2º lugar
     – Ganhadores da repescagem
     – Eliminados

## Audiência
- Os dados são providos pelo IBOPE e se referem ao público da Grande São Paulo.

| Temporada | Horário      | Episódios | Estreia               | Estreia   | Final                  | Final     | Média-geral (em pontos do IBOPE) |
| Temporada | Horário      | Episódios | Data                  | Audiência | Data                   | Audiência | Média-geral (em pontos do IBOPE) |
| --------- | ------------ | --------- | --------------------- | --------- | ---------------------- | --------- | -------------------------------- |
| 1.ª       | Sexta: 23h15 | 10        | 11 de outubro de 2019 | 7,8       | 20 de dezembro de 2019 | 7,9       | 6,5                              |

- Em 2019, cada ponto representa 73,0 mil domicílios ou 200,7 mil pessoas na Grande São Paulo.[6]